# Kamenárka
Kamenárka je přírodní památka nacházející se na okraji obce Štramberk v Moravskoslezském kraji. Jedná se o starý lom na vápenec, ve kterém se těžilo již od středověku. Těžba byla ukončena okolo roku 1880. Lokalita byla vyhlášena v roce 2001 za přírodní památku a to z důvodu ochrany jedinečného odkryvu tithonských štramberských vápenců s výskytem zvláště chráněných druhů rostlin a živočichů. Nejvzácnějšími obyvateli Kamenárky jsou ještěrka zední a jasoň červenooký. Uprostřed lomu se nachází malé jezírko.

## Geologie
Jsou zde zachovalé bloky tithonských štramberských vápenců. V nich se nacházejí fosilie mnoha pravěkých druhů mořských živočichů: plži (rody Cerithium, Itieria, Nerinea, Turbo), mlži (rody Diceras, Lima, Pecten), amoniti (rody Aptychus, Beriasella, Haploceras), ramenonožci (rody Terrebratula, Pygope), belemniti, ostnokožci a další.

## Flóra
Pro lokalitu je typická vápnomilná a suchomilná vegetace, s výjimkou středu lomu, kde okolo jezírka roste skupina stromů a keřů. Na skalních stěnách rostou (mimo jiné) sleziník zední (Asplenium ruta-muraria), sleziník červený (Asplenium trichomanes), kostřava sivá (Festuca pallens), mochna jarní (Potentilla neumanniana) a také rozchodník bílý (Sedum album), živná rostlina jasoně červenookého (Parnassius apollo).

## Fauna

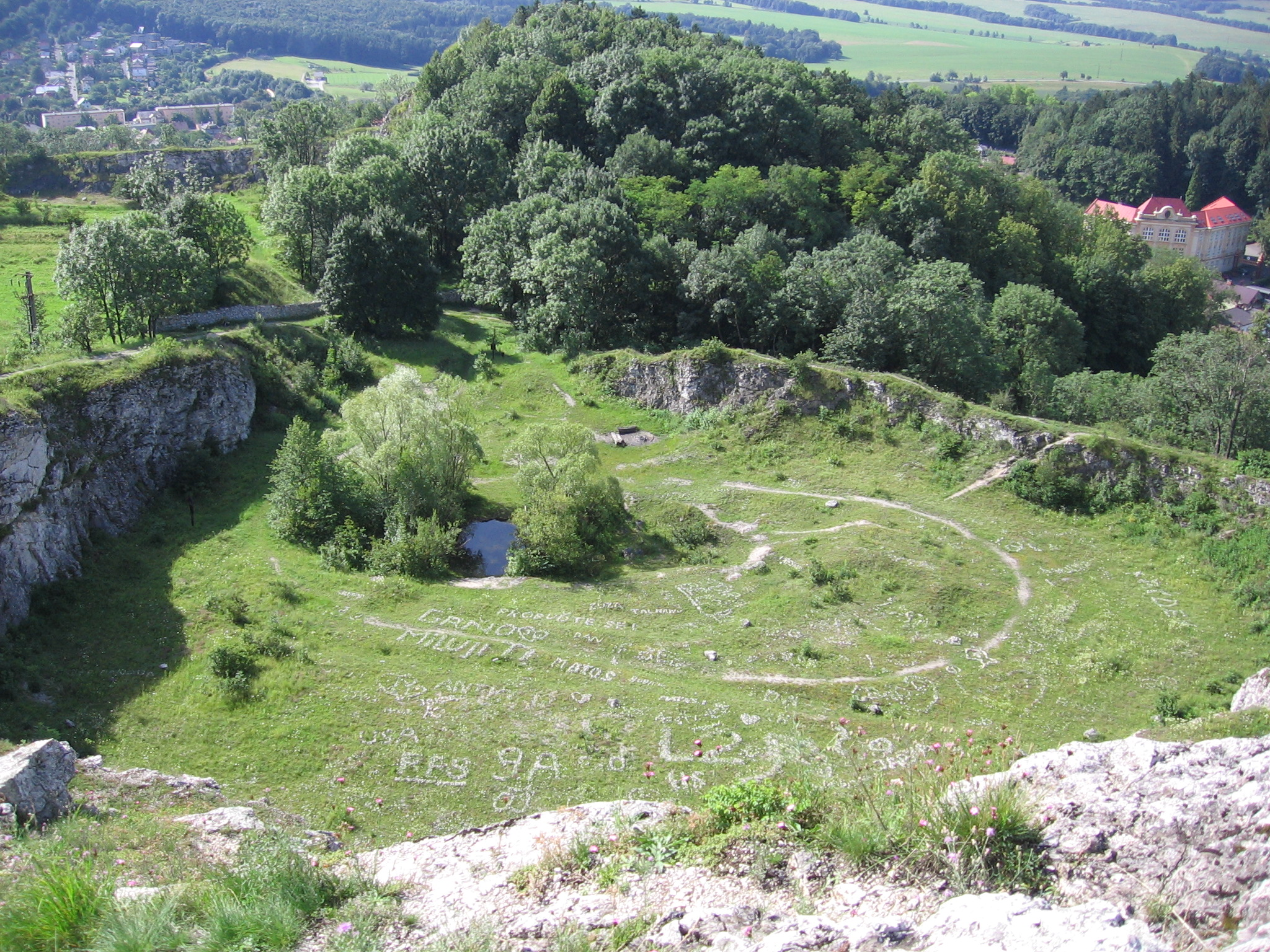
Starý vápencový lom

### Hmyz
Žije zde populace kriticky ohroženého motýla jasoně červenookého (Parnassius apollo). Štramberk je jediným místem v České republice, kde se tento motýl dnes vyskytuje. Do 30. let dvacátého století žil v oblasti Štramberka jeho endemický poddruh Parnassius apollo strambergensis, byl však vyhuben. Současná populace je výsledkem reintrodukce jasoňů ze Slovenska v roce 1986.

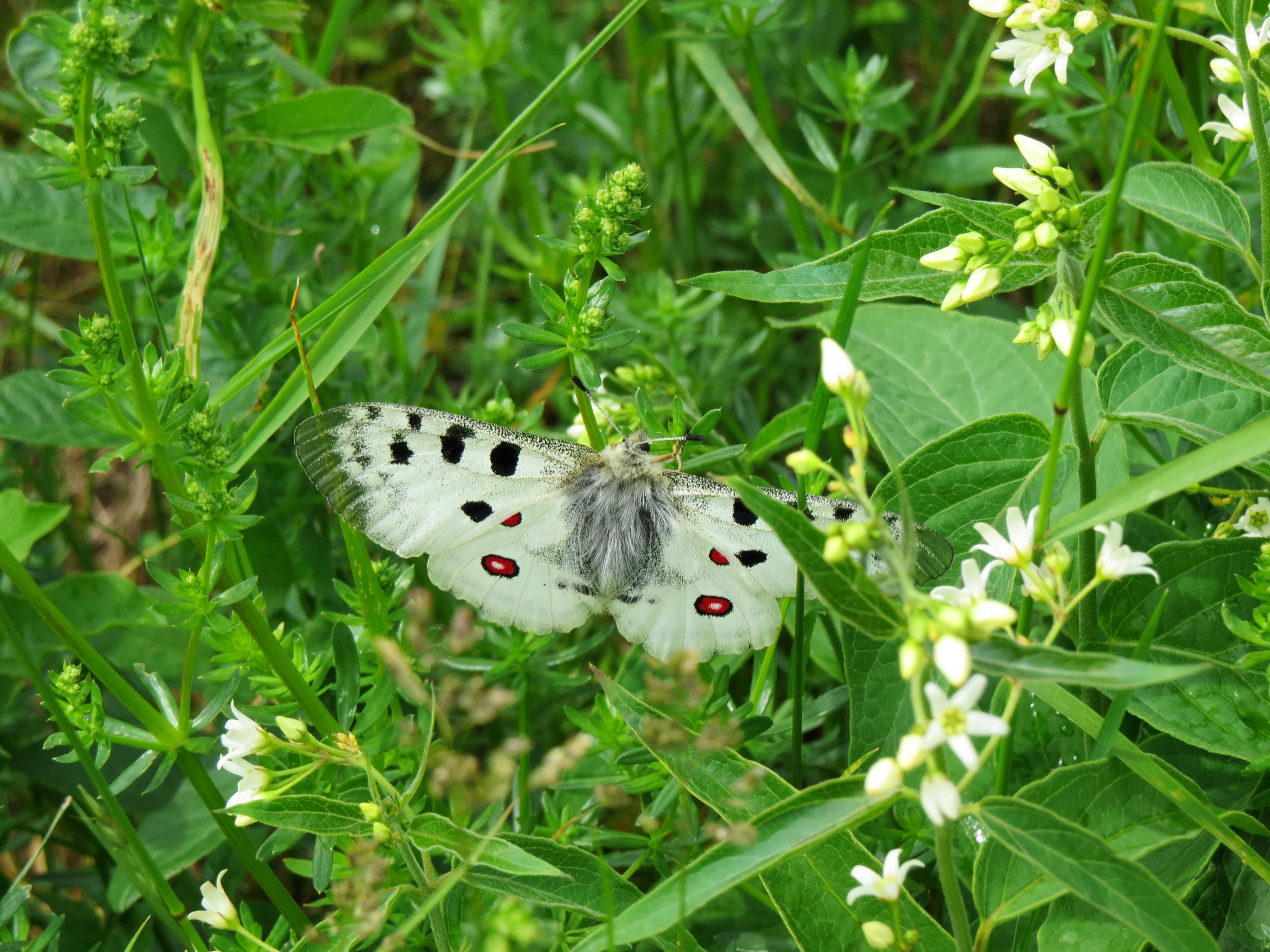
Jasoň červenooký na lokalitě

Dalšími zajímavými hmyzími obyvateli Kamenárky jsou teplomilná saranče modrokřídlá (Oedipoda caerulescens), saranče Sphingonotus caerulans a kobylka Platycleis albopunctata grisea.

### Obojživelníci a plazi
Jezírko uprostřed lomu poskytuje místo pro rozmnožování obojživelníků. Vyskytuje se zde čolek obecný (Lissotriton vulgaris), kuňka žlutobřichá (Bombina variegata) a rosnička zelená (Hyla arborea). Výhřevnost lomu zase vyhovuje plazům, jako jsou ještěrka obecná (Lacerta agilis), slepýš křehký (Anguis fragilis), užovka hladká (Coronella austriaca) a především ještěrka zední (Podarcis muralis). PP Kamenárka je udávána jako jediná lokalita výskytu ještěrky zední v ČR.